# Lucky (film 2020)
Lucky è un film del 2020 diretto da Natasha Kermani.

## Trama
May Ryer è vittima di un'aggressione da parte di un uomo mascherato. Quando capisce che sia la polizia che il marito non sono di aiuto decide di difendersi da sola dalle aggressioni future dell'uomo.

## Distribuzione
Il film è stato distribuito nelle sale cinematografiche statunitensi a partire dal 23 agosto 2020. Doveva essere proiettato in anteprima al SXSW 2020, annullato per la pandemia di COVID-19. Il titolo è stato reso disponibile su Shudder a partire dal 4 marzo 2021.